# زبان بمبا
زبان بمبا (Chibemba) یک زبان بانتو است که در شمال شرقی زامبیا توسط مردم بمبا گویش می‌شود و زبان میانجی ۱۸ گروه قومی مرتبط است. گویشوران این زبان همچنین در جمهوری دموکراتیک کنگو، تانزانیا و بوتسوانا می‌زیند.